# 1253
L'any 1253 (MCCLIII) fou un any comú començat en dimecres del calendari julià.

## Esdeveniments
- Cristianisme: El papa Innocenci IV aprova la primera regla de l'orde de les clarisses.[1]

## Necrològiques
- 1 de gener - Uc de Sant Circ, trobador occità.[2]
- 13 de juliol - Montmélian, Amadeu IV de Savoia, comte de Savoia entre 1233 i 1253.[3]

- 11 d'agost, Assís: Clara d'Assís, fundadora de l'Orde de Germanes Pobres de Santa Clara o Clarisses.[4]
- 29 de novembre - Landshut: Otó II de Wittelsbach,  duc de Baviera i comte palatí del Rin.[5]